# Corbeanca (Ilfov)
Corbeanca is een gemeente in het Roemeense district Ilfov en ligt in de regio Muntenië in het zuidoosten van Roemenië. De gemeente telt 3606 inwoners (2005).

## Geografie
De oppervlakte van Corbeanca bedraagt 29 km², de bevolkingsdichtheid is 124 inwoners per km².
De gemeente bestaat uit de volgende dorpen: Corbeanca, Mechea, Ostrat, Orac, Petrești, Tămași.

## Politiek
De burgemeester van Corbeanca is Tudor Dimitru (PC).

## Geschiedenis
In 1750 werd Corbeanca officieel erkend.